# Fiat Grande Punto
Fiat Grande Punto je malý automobil italské značky Fiat. Stejně jako Fiat Linea a Opel Corsa D využívá platformu GM Gamma. Autorem designu, který připomíná sportovní vůz Maserati Coupe, je Giorgetto Giugiaro ze studia ItalDesign. V roce 2009 se Grande Punto dočkalo faceliftu, po kterém se začalo prodávat pod označením Fiat Punto Evo.

## Přehled motorizací
Fiat Grande Punto se vyrábí se čtyřmi benzínovými a čtyřmi dieselovými motory. Motor 1.4 T-Jet je v nabídce od roku 2007.
| Model                | 1.2 Fire 8V      | 1.4 Fire 8V      | 1.4 StarJet      | 1.4 T-Jet        |
| -------------------- | ---------------- | ---------------- | ---------------- | ---------------- |
| Uspořádání válců     | 4 v řadě         | 4 v řadě         | 4 v řadě         | 4 v řadě         |
| Druh motoru          | benzínový        | benzínový        | benzínový        | turbobenzín      |
| Objem (cm³)          | 1242             | 1368             | 1368             | 1368             |
| Výkon (kW)           | 48 při 5500 ot.  | 57 při 6000 ot.  | 70 při 6000 ot.  | 88 při 5000 ot.  |
| Kroutící moment (Nm) | 102 při 3000 ot. | 115 při 3000 ot. | 125 při 4500 ot. | 206 při 1750 ot. |
| Nejvyšší rychlost    | 155 km/h         | 165 km/h         | 178 km/h         | 195 km/h         |
| Zrychlení 0–100 km/h | 14,5 s           | 13,2 s           | 11,4 s           | 8,9 s            |
| Model                | 1.3 MJET         | 1.3 MJET         | 1.9 MJET         | 1.9 MJET         |
| Uspořádání válců     | 4 v řadě         | 4 v řadě         | 4 v řadě         | 4 v řadě         |
| Druh motoru          | turbodiesel      | turbodiesel      | turbodiesel      | turbodiesel      |
| Objem (cm³)          | 1.248            | 1.248            | 1.910            | 1.910            |
| Výkon (kW)           | 55 při 4000 ot.  | 66 při 4000 ot.  | 88 při 4000 ot.  | 96 při 4000 ot.  |
| Kroutící moment (Nm) | 190 při 1750 ot. | 200 při 1750 ot. | 280 při 2000 ot. | 280 při 2000 ot. |
| Nejvyšší rychlost    | 165 km/h         | 175 km/h         | 190 km/h         | 200 km/h         |
| Zrychlení 0–100 km/h | 13,6 s           | 11,9 s           | 10,0 s           | 9,5 s            |

## Závodní verze

### Fiat Grande Punto Abarth S2000

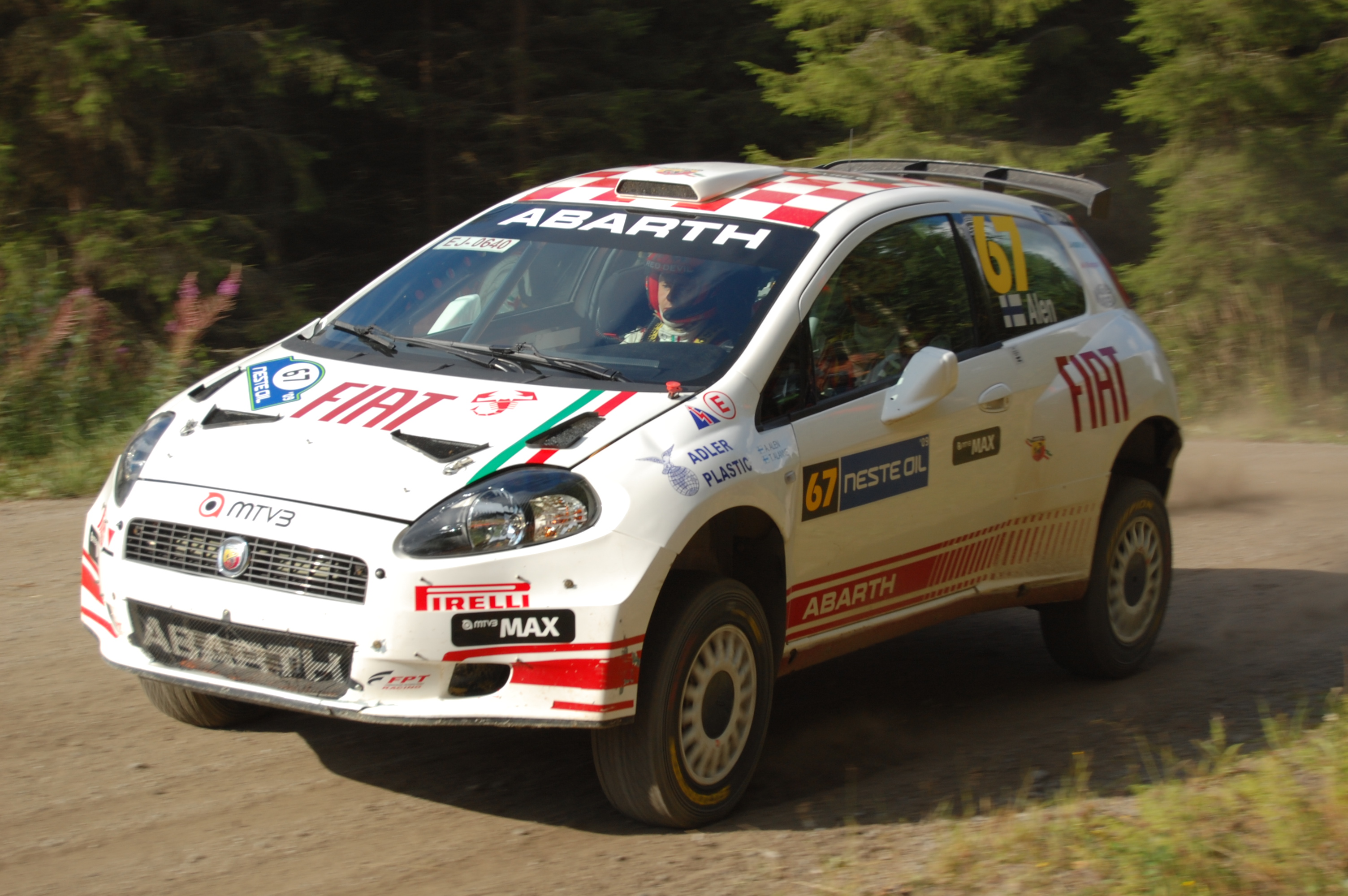
Abarth Grande Punto S2000

Koncept rallyeového speciálu byl představen v roce 2005. Na vývoji vozu se podílel i Colin McRae. Jednalo se o první vůz v kategorii S2000, který získal mezinárodní homologaci. Prvním startem byla Rally del Ciocco 2006.
Pohání jej motor o objemu 1997 cm³, který dosahuje výkonu 203 kW a točivého momentu 225 Nm. Převodovka je šestistupňová sekvenční. Přední diferenciál je mechanický, zadní a střední má proměnlivou svornost. Vůz používá pneumatiky Michelin.
Rozměry
- Délka – 4030 mm
- Šířka – 1800 mm
- Rozvor – 2510 mm